# 3-я Сестрорецкая улица
Третья Сестроре́цкая у́лица, 3-я Сестроре́цкая у́лица или Сестроре́цкая 3-я у́лица — улица на севере Москвы, в Новоподрезково Молжаниновского района Северного административного округа параллельно Второй Сестрорецкой улице, выходит на Железнодорожную улицу микрорайона Подрезково, городского округа Химки.
Код ОКАТО: 45277584000. Почтовая транскрипция названия улицы, английское/латинское написание (транслит) — 3-ya Sestroreckaya ulica и транслитерация — Tret`ya Sestroreczkaya ulicza.

## Происхождение названия
Названа по городу Сестрорецк Курортного района Санкт-Петербурга, который известен своими грязелечебницами и целебной минеральной водой, в связи с расположением улицы на северо-западе Москвы. До 1986 года называлась Железнодорожная улица, в бывшем посёлке городского типа Новоподрезково, часть которого (8 улиц) в 1985 году вошла в состав Москвы.

## Описание
3-я Сестрорецкая улица начинается от юго-восточного края бывшего посёлка городского типа Новоподрезково, гранича с Новодмитровским микрорайоном, проходит на северо-запад параллельно 2-й Сестрорецкой (справа) улице, и выходит на Железнодорожную улицу микрорайона Подрезково, Подмосковья.
На Третьей Сестрорецкой расположены дома и строения (нумерация со стороны микрорайона Новодмитровка): № 1; № 2; № 3; № 5; № 6; № 7; № 8; № 9; № 11; № 12; № 16; № 18, строение № 1; № 18, строение № 2; № 20.

## Транспортное обслуживание

### Автобусное
По 3-й Сестрорецской Города-Героя общественный городской транспорт не проходит, но в непосредственной близости от улицы проходит Вторая Подрезковская улица где находится остановка автобусов (павильоны) по маршрутам: № 283 («Речной вокзал» («Ховрино»)) , № 865к («Планерная»).

### Железнодорожное
Ближайшая, около 80 метров с окончания улицы, станция «Новоподрезково» на главном ходу Ленинградского направления Октябрьской железной дороги, между станциями Молжаниново и Подрезково.